# جاریان
جاریان، روستایی از توابع بخش مرکزی شهرستان نطنز در استان اصفهان ایران است. این روستا در همسایگی روستای کندز است. از جمله مناطق دیدنی این روستا امامزاده سیّد سادات و سرو قدیمی در همسایگی آن است.

## جمعیت
این روستا در دهستان کرکس قرار دارد و براساس سرشماری مرکز آمار ایران در سال ۱۳۸۵، جمعیت آن ۲۷ نفر (۱۶خانوار) بوده‌است.